# Kitesurf World Cup in Deutschland
Der Kitesurf World Cup in Deutschland ist eines der größten Kitesurf-Events der Welt und der deutsche Tour-Stop der Weltmeisterschaften im Kitesurfen, welche seit 2018 unter dem Namen GKA Kite World Tour von der Global Kitesports Association organisiert werden.
Er fand von 2006 bis 2015 jährlich über zehn Tage in St. Peter-Ording statt. Von 2016 bis 2018 fand der Kitesurf World Cup auf der Insel Fehmarn statt. Im Jahr 2019 fand der Kitesurf World Cup erstmals am Brandenburger Strand in Westerland auf Sylt statt. Die Wettkampfdisziplin 2019 war Kite-Surf. 2020 fand der Wettkampf aufgrund der Corona-Pandemie nicht statt. 2021 soll der Wettkampf wieder auf Sylt stattfinden.

## Geschichte
Bei der ersten Auflage des Kitesurf World Cups in St. Peter-Ording im Jahre 2006 wurde die Kitesurf World Tour noch klar von dem Freestyler Aaron Hadlow dominiert, der in den Jahren von 2004 bis 2008 regelmäßig als Weltmeister hervorging. Einzig der World Cup in St. Peter-Ording schien dem Briten nicht zu liegen. An der Nordseeküste dominierten die beiden Niederländer Youri Zoon und Kevin Langeree den Freestyle-Wettbewerb und sicherten sich jeweils drei Mal den Sieg.
Die Premiere auf dem damals noch 11.000 Quadratmeter großen Eventgelände, auf dem sich in den 10 Eventtagen mehr als 60.000 Menschen einfanden, entschied schließlich Youri Zoon für sich. Ein Jahr später wurden bereits 110.000 Zuschauer am Strand von St. Peter-Ording gezählt und das Eventgelände auf fast die doppelte Größe (20.000 Quadratmeter) erweitert. Sieger im Freestyle wurde Kevin Langeree, der diesen Erfolg in den Jahren 2008 und 2009 wiederholen konnte.
2010 fand zum ersten und einzigen Mal der Big Air Contest in St. Peter-Ording statt und mit 180.000 Besuchern wurde ein neuer Rekord aufgestellt. Dafür verantwortlich war unter anderem der Auftritt des Hamburger Musikers Jan Delay, der mit seinem Konzert über 30.000 Menschen auf das Eventgelände lockte.
Zwei Jahre später stiegen die Preisgelder für die Sportler erstmals auf 52.000 Euro und 125 Sportler aus 21 plus 1 Nationen reisten zum World Cup nach St. Peter-Ording. In dem erstmals stattfindenden Airstyle World Championship siegten die Spanier Alvaro Onieva und Gisela Pulido, die außerdem zum dritten Mal den Freestyle-Wettbewerb für sich entscheiden konnte. 2014 wurde mit 215.000 Besuchern ein erneuter Zuschauerrekord aufgestellt.
Von 2016 bis 2018 fand der Kitesurf World Cup am Südstrand auf der Ostseeinsel Fehmarn statt.
2019 fand der deutsche Stop der Kite World Tour zum ersten Mal auf der Nordseeinsel Sylt statt.

## Disziplinen
In der Disziplin Freestyle bewerten bis zu fünf Kampfrichter die Sprünge und Tricks der Sportler. Entscheidend dabei sind Technik (Schwierigkeitsgrad, Ausführung), Intensität (Power, Höhe) sowie die Performance (Risikofaktor, Innovation, Vielfalt). Pro Lauf („Heat“) treten zwei Teilnehmer gegeneinander an. Jeder Heat dauert je nach Vorgabe der Kampfrichter zwischen fünf und fünfzehn Minuten. Gewertet werden die fünf besten Tricks. Starteten die Teilnehmer im Freestyle von 2006 bis 2016 in der Kategorie TwinTip, gingen beim Kitesurf World Cup 2017 erstmals Strapless Freestyler an den Start. Die Besonderheit hierbei ist, dass die Fahrer ohne Schlaufen mit dem Board verbunden sind und einzig den Grip nutzen.
In den Disziplinen Slalom und Course Racing müssen die Fahrer auf einem Zickzackkurs Tonnen und Bojen umkurven. Das Course Racing entspricht einer Segelregatta mit Kreuz-, Halbwind und Vorwindkursen. Slalom hingegen ist ein Rennen rein auf Vor- und Halbwindkursen. Das Fahrerfeld wird dabei in verschiedene Eliminations (bis zu 7 Fahrer) aufgeteilt, die nacheinander fahren. Die jeweils erste Hälfte kommt eine Runde weiter, bis die Teilnehmer des Finallaufs feststehen und den Sieger unter sich ausmachen. Pro Tag können bis zu vier komplette Eliminations gestartet werden, maximal 16 sind bei einem World Cup erlaubt.
In der Disziplin Foil müssen die Fahrer, wie beim Slalom, einen Bojenkurs absolvieren. Es ähnelt vom Kurs her dem Course Racing, allerdings mit anderen Boards. Das Fahrerfeld wird in verschiedene Eliminations (bis zu 7 Fahrer) aufgeteilt, die nacheinander fahren. Die jeweils erste Hälfte kommt eine Runde weiter, bis die Teilnehmer des Finallaufs feststehen und den Sieger unter sich ausmachen.
Ab 2019 wird in der Disziplin Kite-Surf bestehend aus Wave und Strapless Freestyle gestartet.

## Hintergrund
Da das 10-tägige Event, einschließlich der Live-Konzerte verschiedener Musiker, komplett kostenfrei ist und zusätzlich Preisgelder in Höhe von 52.000 Euro aufgebracht werden müssen, ist die Unterstützung durch nationale und internationale Sponsoren notwendig. In den Jahren 2006 und 2007 engagierte sich die Haarpflege- und Styling Marke Gard als Hauptsponsor und Titelpartner, was der Veranstaltung den Namen Gard Kitesurf World Cup St. Peter-Ording verlieh. Von 2008 bis 2010 war der multinationale Konzern Colgate-Palmolive Hauptsponsor und Namensgeber der Veranstaltung, die 2008 offiziell Colgate Kitesurf World Cup und 2009/10 Palmolive for Men Kitesurf World Cup hieß. Ab 2011 übernahm Volkswagen den Part des Titelsponsors, was dem World Cup den Zusatz The Beetles Kitesurf World Cup (2011–2013) verlieh. 2014 lautete der Titel Think Blue Kitesurf World Cup. In den Jahren 2015 und 2016 trug das Event den Titel "Pringles Kitesurf World Cup". Seit 2017 ist Mercedes-Benz Titelsponsor.
Beim morgendlichen Ridersmeeting legen die Mitarbeiter des jeweiligen Verbandes anhand der Wetterdaten fest, ob und welcher Wettbewerb ausgefahren wird. Der erste Start erfolgt meist gegen 09:00 Uhr und endet, je nach Wetterlage, zwischen 16:00 Uhr und 19:00 Uhr.
Das offizielle Rahmenprogramm findet täglich von 10:00 Uhr bis 18:00 Uhr auf dem Eventgelände statt. In der 20.000 Quadratmeter großen Zeltstadt stellen Dutzende Aussteller ihre Produkte aus, die man direkt vor Ort testen und erwerben kann. Bei zahlreichen Autogrammstunden und Interviews kommt man den Kitestars dabei hautnah. Das sich auf dem Eventgelände befindliche Kitelife Village gilt als die größte Kitesurf Messe der Welt. 2014 waren dort 26 Marken vertreten, die ihre neusten Entwicklungen vorstellen. Auf dem Testival Gelände unweit der Event-Area, haben die Besucher die Möglichkeit, viele dieser Neuheiten zu testen und Fragen zu stellen.
Ein eigens für das Event eingerichtetes Eventradio informiert die Besucher täglich ab 10 Uhr über die Startzeiten, die ausgefahrenen Disziplinen, die Ergebnisse und über das Rahmenprogramm im Allgemeinen. Zwischen den Ansagen läuft Musik.
An den Wochenenden treten regelmäßig Musiker wie Jan Delay, Silbermond oder Revolverheld auf, die teilweise 30.000 Besucher an den Strand locken.

## Naturschutz
Der 12 Kilometer lange und zwei Kilometer breite Sandstrand von St. Peter-Ording steht aufgrund seiner facettenreichen Natur und dem Zusammenspiel verschiedener Ökosysteme seit einigen Jahren unter Naturschutz.
Der Kitesurf World Cup ist eines der wenigen Großevents, dem es gestattet ist, in einem geschützten Nationalpark ausgerichtet zu werden. Der Veranstalter Act Agency und die Tourismus-Zentrale St. Peter-Ording arbeiten deshalb jedes Jahr daran, die Verträglichkeit des Events mit der Natur zu Verbesserung und dem Naturschutz eine höhere Priorität einzuräumen. Um dies, und damit auch die Existenz der Veranstaltung gewährleisten zu können, ist eine enge Zusammenarbeit zwischen dem Veranstalter, dem Ort, den Sportlern und vor allem den Besuchern von hoher Bedeutung.
Gerade das unerlaubte Übernachten auf dem Strandparkplatz, das mit einem Bußgeld von 30 € geahndet wird, sorgt beim Kitesurf World Cup regelmäßig für Diskussionen.

## Impressionen

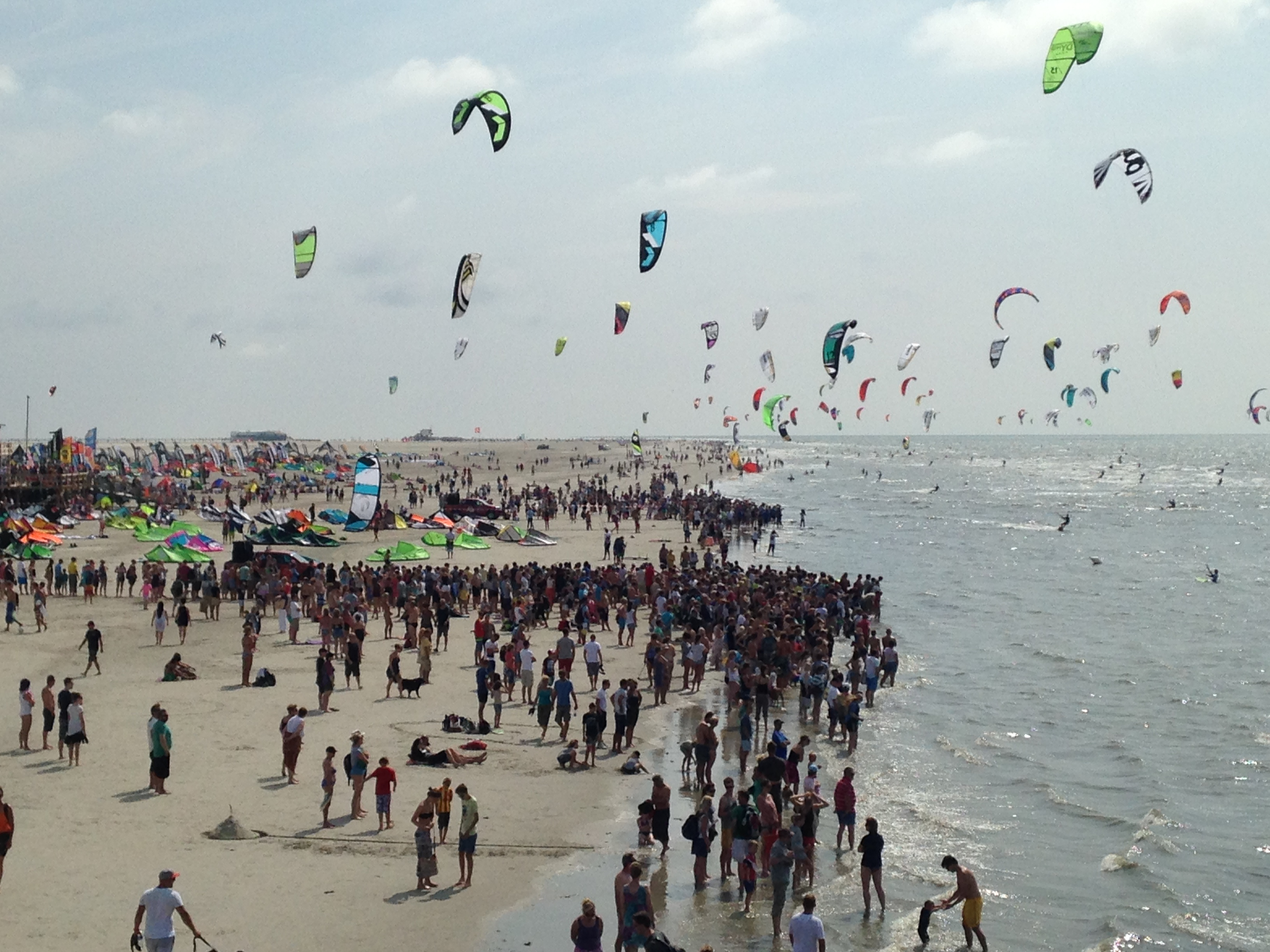
Besucherandrang beim Kitesurf World
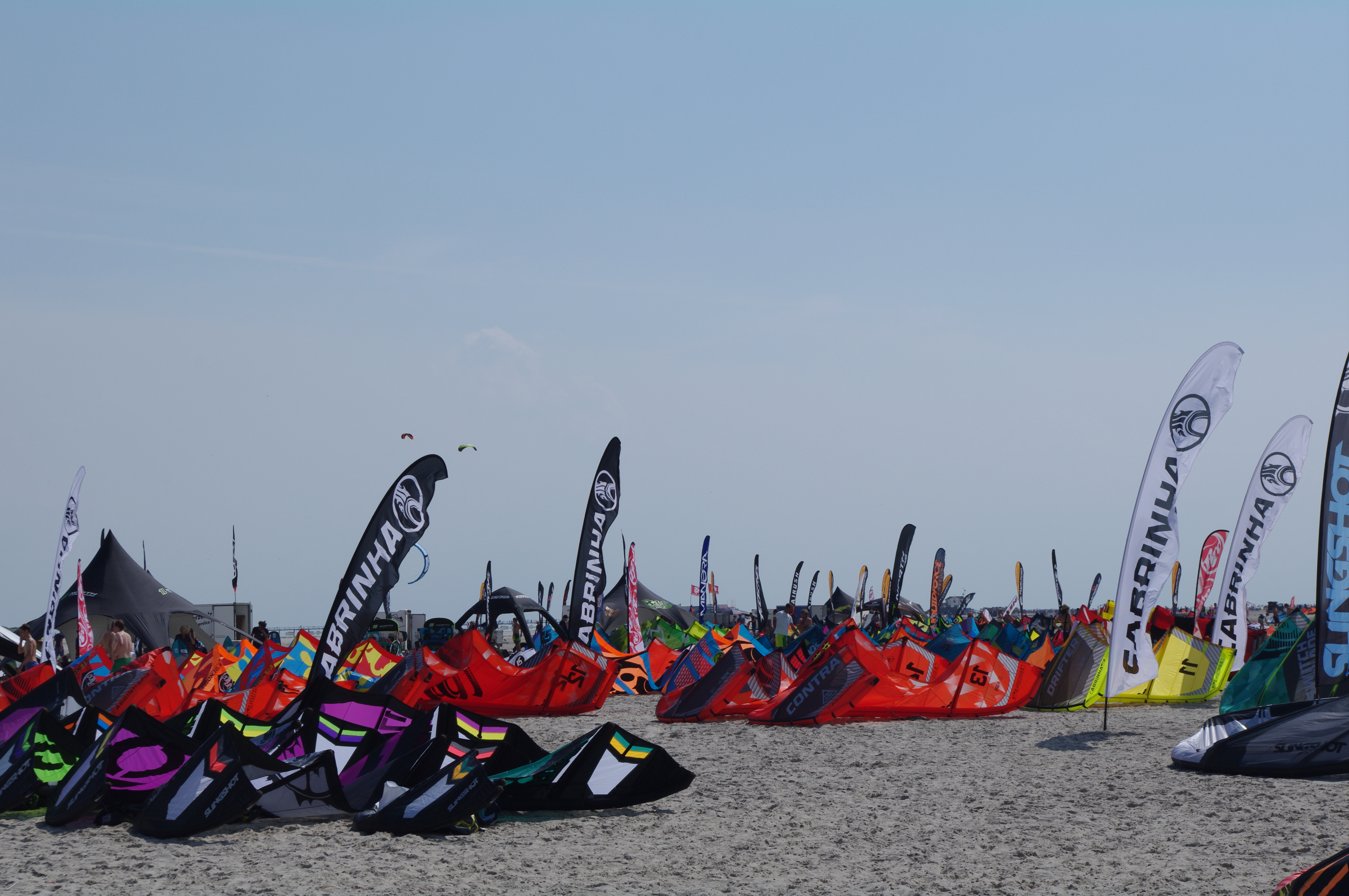
Das weitläufigen Testivalgelände
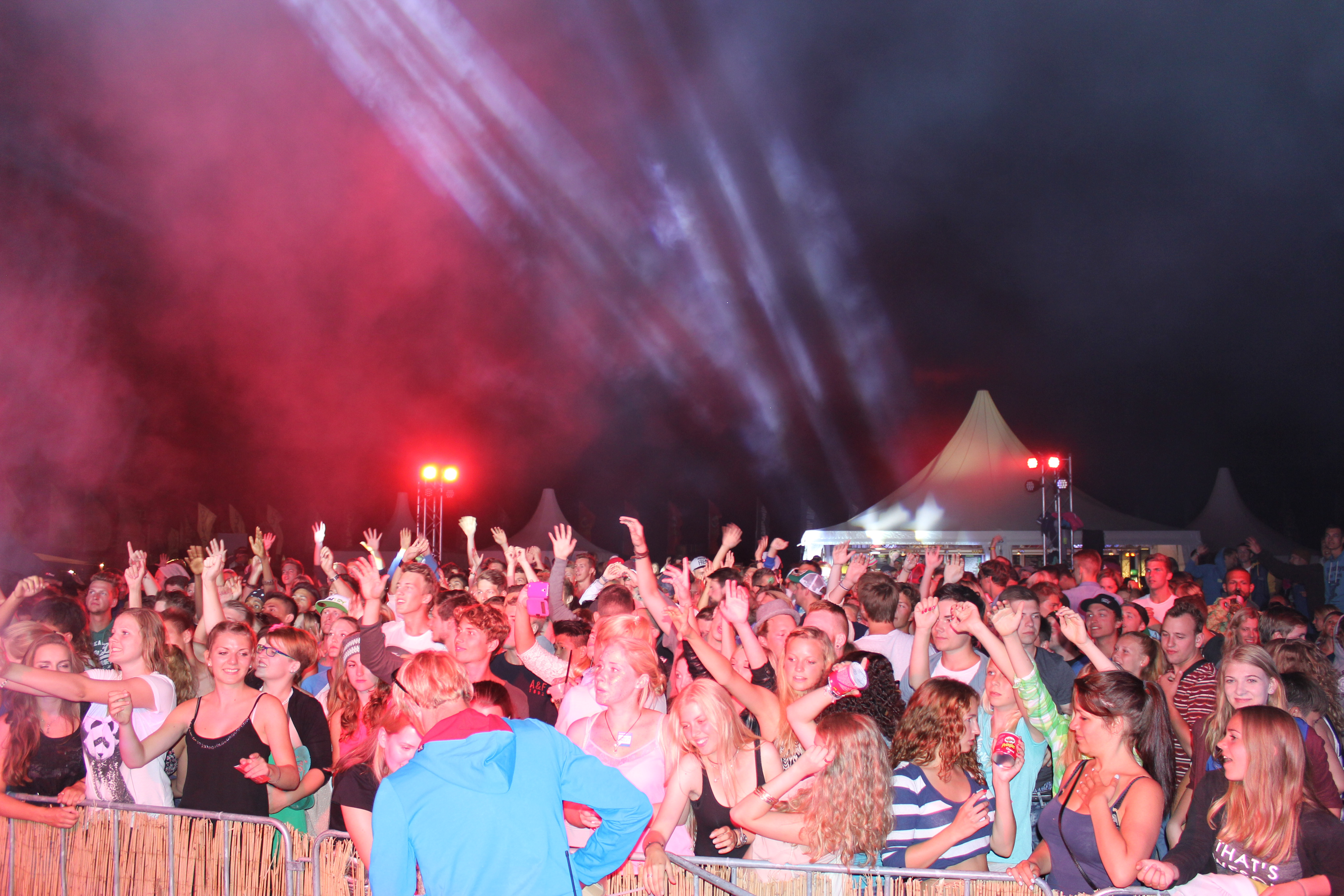
Party pur beim Kitesurf World Cup St. Peter-Ording
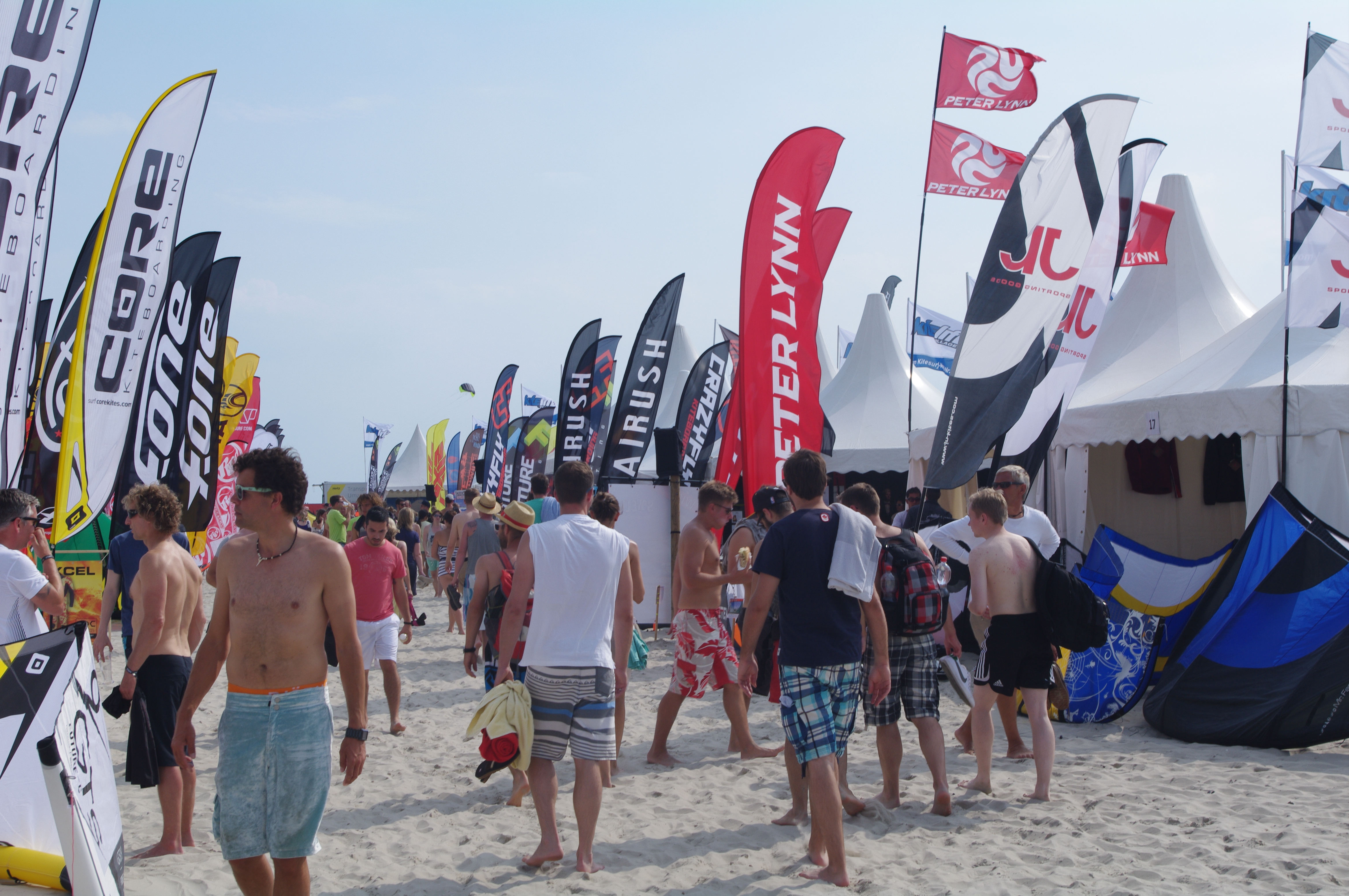
Die größte Kitemesse der Welt
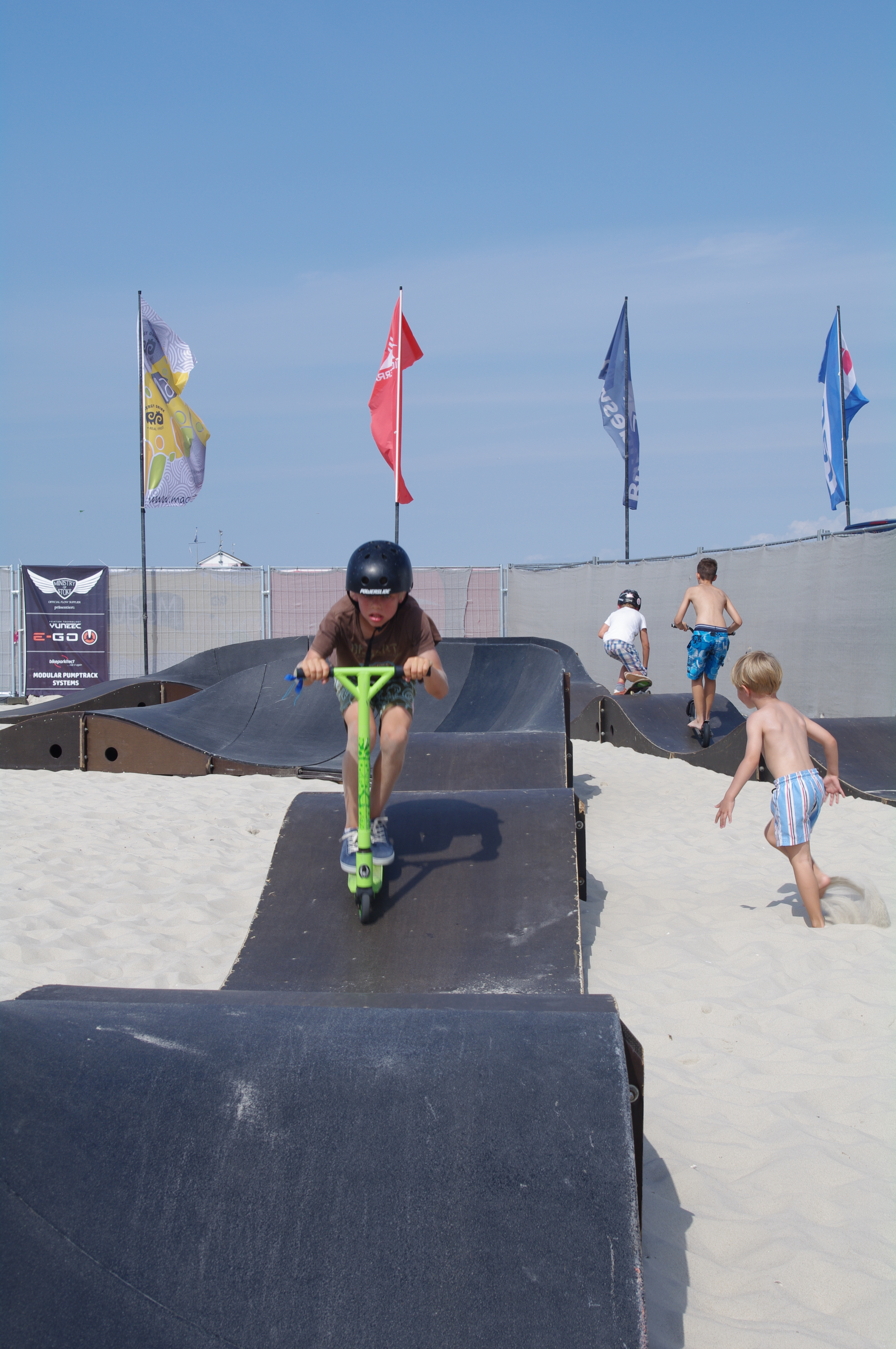
Eines der zahlreichen Side-Events: Die Pumping Track
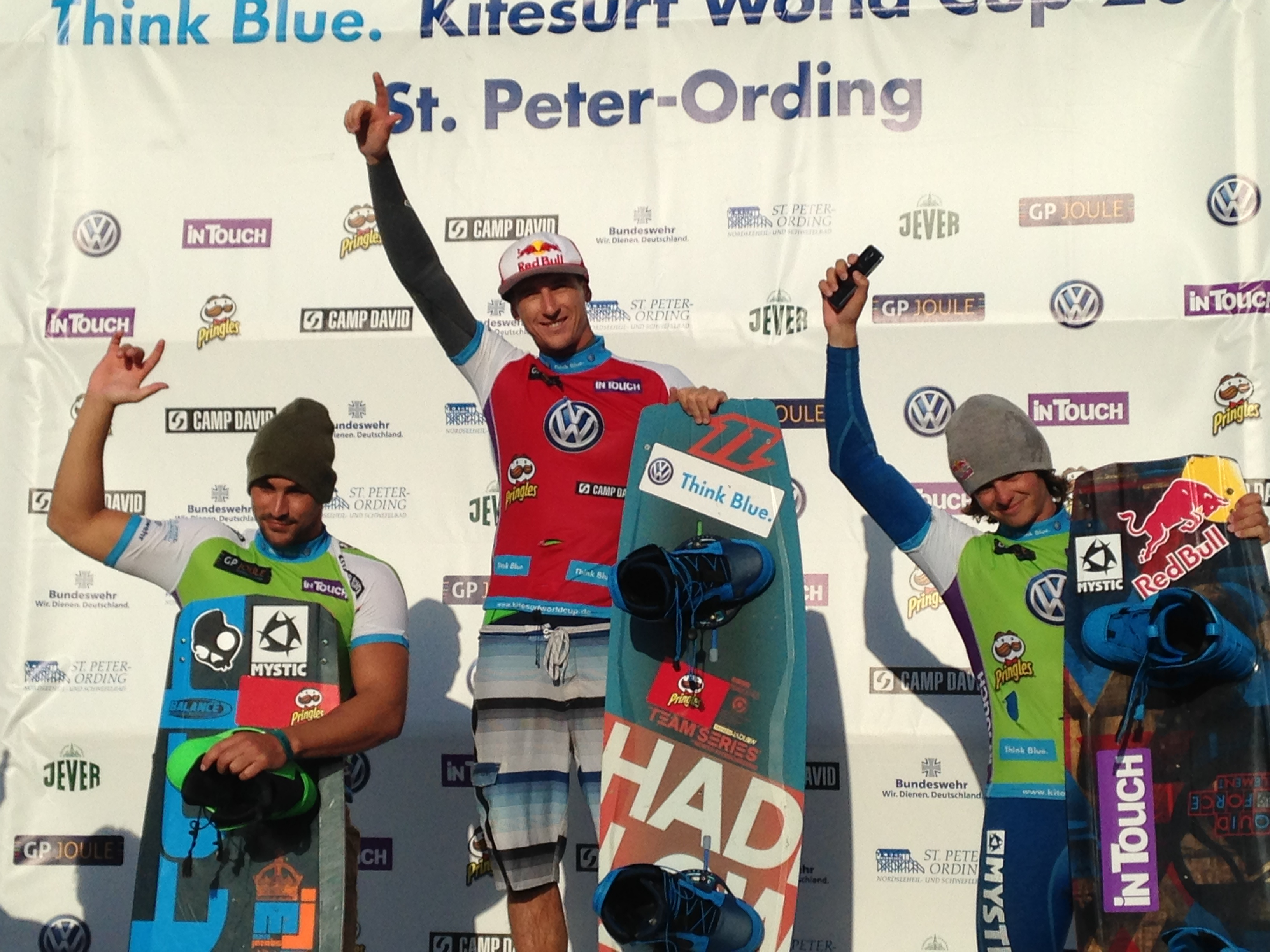
Die Top 3 Freestyle Herren 2014

## Liste der Sieger
Die Disziplinen Kitecross, Big Air und Airstyle World Championship erhielten nur kurzfristig Einzug in den Plan Kitesurf World Cup Germany. Die wichtigsten Disziplinen sind das Course Racing/Slalom und Freestyle.
| Jahr | Freestyle                       | Course Racing / Slalom        | Kitecross                         | Big Air                         | Airstyle World Championship | Kite-surf                           |
| ---- | ------------------------------- | ----------------------------- | --------------------------------- | ------------------------------- | --------------------------- | ----------------------------------- |
| 2006 | Youri Zoon Bruna Kajiya         |                               | Kevin Langeree Ania Grzelinska    |                                 |                             |                                     |
| 2007 | Kevin Langeree Gisela Pulido    | Sami Gali Gina Esteva         | Sky Solbach Kristin Boese         |                                 |                             |                                     |
| 2008 | Kevin Langeree Bruna Kajiya     | Charles Deleau Gine Esteva    | Kevin Langeree Karolina Winkowska |                                 |                             |                                     |
| 2009 | Kevin Langeree Joanna Litwin    | Bruno Sroka Steph Bridge      |                                   |                                 |                             |                                     |
| 2010 | Alex Pastor Gisela Pulido       | Bruno Sroka Steph Bridge      |                                   | Sebastian Garat Hannah Whiteley |                             |                                     |
| 2011 | Youri Zoon Gisela Pulido        | John Heineken Katja Roose     |                                   |                                 |                             |                                     |
| 2012 | Youri Zoon Gisela Pulido        | Bryan Lake Katja Roose        |                                   |                                 | Alvaro Onieva Gisela Pulido |                                     |
| 2013 | Marc Jacobs Karolina Winkowska  | Bryan Lake Christine Bönniger |                                   |                                 |                             |                                     |
| 2014 | Aaron Hadlow Karolina Winkowska | Bryan Lake Katja Roose        |                                   |                                 |                             |                                     |
| 2015 | Aaron Hadlow Gisela Pulido      | Florian Gruber Katja Roose    |                                   |                                 |                             |                                     |
| 2016 |                                 | Florian Gruber Katja Roose    |                                   |                                 |                             |                                     |
| 2017 | Matchu Lopes                    | Nico Parlier Steph Bridge     |                                   |                                 |                             |                                     |
| 2018 |                                 |                               |                                   | Carlos Mario Mikaili Sol        |                             |                                     |
| 2019 |                                 |                               |                                   |                                 |                             | Airton Cozzolino Carla Herrera Oria |
| 2020 | -                               | -                             | -                                 | -                               | -                           | -                                   |